# Зубаны
Зуба́ны (лат. Dentex) — род морских лучепёрых рыб семейства спаровых.
Характеризуются коническими зубами в один ряд. Передние зубы крупнее остальных и напоминают клыки. Распространены в Атлантическом океане, на западе Индийского океана, в западной части Тихого океана, а также в Чёрном и Средиземном морях.
Встречаются на глубине до 400 м, чаще всего не более 100 м. Хищники. Питаются рыбой, а также крупными ракообразными и моллюсками.

## Виды
Род включает 14 видов:
- Dentex abei Iwatsuki, Akazaki & Taniguchi, 2007
- Dentex angolensis Poll & Maul, 1953
- Dentex barnardi Cadenat, 1970
- Dentex canariensis Steindachner, 1881 — Канарский зубан, или канарский пагель
- Dentex carpenteri Iwatsuki, S. J. Newman & B. C. Russell, 2015[3]
- Dentex congoensis Poll, 1954
- Dentex dentex (Linnaeus, 1758) — Зубан, или синагрида
- Dentex fourmanoiri Akazaki & Séret, 1999
- Dentex gibbosus (Rafinesque, 1810) — Лобастый зубан, или зубан-философ
- Dentex hypselosomus Bleeker, 1854
- Dentex macrophthalmus (Bloch, 1791) — Большеглазый зубан
- Dentex maroccanus Valenciennes, 1830 — Марокканский зубан
- Dentex spariformis J. D. Ogilby, 1910
- Dentex tumifrons (Temminck & Schlegel, 1843) — Жёлтый зубан, или жёлтый тай